# Benz 28/30 PS
Der Benz 28/30 PS wurde als größeres Modell dem kleinen Benz 18 PS zur Seite gestellt.
Der Wagen war mit einem Vierzylinder-Reihenmotor mit 4520 cm³ Hubraum ausgestattet, der 28–30 PS (21–22 kW) bei 1400 min−1 entwickelte. Die Motorkraft wurde über eine Lederkonuskupplung an ein Vierganggetriebe weitergeleitet und von dort je nach Wunsch des Kunden über Ketten oder eine Kardanwelle an die Hinterräder. Die Höchstgeschwindigkeit lag bei 75 km/h.
Das blattgefederte Fahrzeug war mit Holzspeichenrädern und Luftreifen ausgestattet und kostete als Doppelphaeton ℳ 18.500,--, als Limousine oder als Landaulet ℳ 20.500,--. Der Kardanantrieb kostete ℳ 1.000,-- Aufpreis.

## Quelle
- Werner Oswald: Mercedes-Benz Personenwagen 1886–1986. 4. Auflage. Motorbuch Verlag Stuttgart (1987). ISBN 3-613-01133-6, S. 39